# Décennie des Nations unies pour l'éducation en vue du développement durable
 (décembre 2015).
Le 20 décembre 2002, avec l’adoption d’une recommandation du Sommet mondial sur le développement durable à Johannesbourg (2002), l’assemblée générale de l’Organisation des nations unies (ONU) a proclamé la Décennie des Nations unies pour l’éducation en vue du développement durable (EDD) de 2005 à 2014. Ainsi la communauté internationale veut signifier que l’éducation et la formation sont les moteurs du changement et le fondement pour une approche du développement durable.
L’UNESCO en est l’organisation coordinatrice. En France, la commission française pour l’UNESCO (Paris) est chargée de la mise en œuvre des mesures associées.

## Objectifs
L’objectif principal de la Décennie est l’intégration des valeurs et des principes du développement durable dans les secteurs de l’éducation et de la formation (peu importe l’âge) dans tous les États-membres. L’éducation aussi bien familiale que nationale doit transmettre le message que le comportement de tout individu a des conséquences sur les conditions de vie de beaucoup d’hommes dans le monde. Le but est ainsi d’induire un changement dans le comportement des hommes, qui permettrait la création d’un avenir fondé sur un modèle de société durable et juste.
Concrètement, il s’agit d’encourager les gouvernements à travers le monde à appliquer les recommandations liées à la décennie en intégrant le modèle et le concept du développement durable dans leurs systèmes éducatifs respectifs. De plus, les gouvernements doivent mettre en avant et encourager l’implication des acteurs de la société civile dans la Décennie des Nations unies.
L’UNESCO et les gouvernements nationaux doivent :
- assurer l’accès à un système éducatif élémentaire,
- adapter les programmes scolaires existant selon les normes d’une EDD,
- attirer l’attention de l’opinion publique et accroître sa compréhension du DEDD,
- et proposer des formations.

## Mise en œuvre
Sept stratégies générales ont été développées dans un International Implementation Scheme (IIS)  afin de donner une ligne directrice pour la mise en œuvre des mesures recommandées. Elles doivent soutenir la conception des stratégies d’application nationales et régionales mais aussi faire partie de la mise en œuvre de ces stratégies. Les sept stratégies générales sont les suivantes :
- élaboration d’une vision commune et mobilisation ;
- consultation et maîtrise ;
- partenariats et réseaux ;
- renforcement des capacités et formation ;
- recherche et innovation ;
- utilisation des technologies de l’information et de la communication (TIC) ;
- suivi et évaluation.

## Conférence de Bonn (2009)
La « Conférence mondiale de l’UNESCO sur l’éducation au développement durable » a eu lieu du 31 mars au 2 avril 2009, à Bonn. L’UNESCO – organisation coordinatrice de la Décennie – et le ministère allemand de l’éducation et de la recherche ont organisé cette conférence en coopération avec la commission allemande de l’UNESCO. Les cinq premières années de la mise en œuvre de la Décennie y ont été évaluées et des stratégies y ont été développées pour les cinq dernières années. Les délégués des États-membres de l’UNESCO, d’autres organisations des Nations unies et d’agences de coopération au développement multi- et bilatérales y ont participé ainsi que des représentants de la société civile et du secteur privé.

## Rapport international de Bonn (2012)
En février 2012 a eu lieu l’atelier international sur l’EDD « Horizon 2015 » à Bonn. 50 experts internationaux ont discuté de l’avenir de la Décennie des Nation Unies. Ils ont recommandé aux Nations unies d’assurer la poursuite de « la Décennie pour l’éducation au service du développement durable » au-delà de 2014 et d’adopter une résolution à la prochaine Assemblée générale des Nations unies.

## La Décennie des Nations Unies sur le plan international
Puisque des programmes concrets vont être entièrement développés et mis en œuvre au niveau régional et national, des approches contradictoires du concept de développement durable peuvent apparaître. En effet, il n’existe aucune définition commune de cette notion au niveau international. Comme beaucoup de Décennies proclamées par l’Assemblée générale des Nations unies, la Décennie pour l'éducation en vue du développement durable n’est pas juridiquement contraignante. Les programmes sont donc mis en place sur la base du volontariat et leur niveau d’exécution varie considérablement selon les pays (si ceux-ci décident effectivement de les mettre en œuvre). D’un côté, c’est surtout une question de budget. Les Nations unies n’offre aucun soutien financier pour la mise en place de la Décennie, c’est pourquoi son financement est très variable d’un pays à l’autre. Avec environ 300 000 euros par an, l’Allemagne est le pays avec le plus grand budget pour l’application de la Décennie. Mais si la Nouvelle-Zélande, par exemple, alloue 25 000 euros à sa mise en œuvre, d’autres pays ne disposent que d’un très faible budget.
D’un autre côté, la manière dont la Décennie est mise en place dépend également des situations sociales et économiques des différents pays concernés et donc des problèmes majeurs qui en découlent. On constate que les pays les plus pauvres tendent à prioriser l’éducation de base alors que les pays les plus riches semblent envisager l’EDD dans un sens plus restreint lors de la mise en place des programmes.

## La Décennie des Nations Unies en Allemagne
En juillet 2003, dans la « Déclaration de Hambourg », la Commission allemande pour l’UNESCO a déjà transmis des recommandations pour l’instauration d’un plan d’action national pour la Décennie. En mai 2004, un Comité national allemand a été convoqué pour mettre en œuvre concrètement les objectifs de la Décennie. Ce comité se composait de représentants et représentantes des secteurs de l’éducation, de l’économie et de la culture ainsi que de membres du Bundestag et du gouvernement fédéral allemands.
« La mission du Comité national est de réunir les différents interlocuteurs, projets et initiatives cités dans la déclaration de Hambourg de la Commission allemande pour l’UNESCO pour former une « Alliance pour l’apprentissage de la durabilité » ainsi que pour développer et mener à bien un plan d’action national pour la Décennie. »  La mise en œuvre du plan d’action national se base également sur une décision unanime du Bundestag datant de 2004. Le plan d’action doit être actualisé chaque année, puisque la Décennie des Nations unies pour l’EDD est considérée comme un processus en cours. La dernière version du plan date de novembre 2005.
4 objectifs ont été formulés pour la mise en place de la Décennie en Allemagne :
- Le développement et le regroupement des activités ainsi que le transfert de bonnes pratiques au sens large
- La mise en relation d’acteurs de l’éducation en vue du développement durable
- L’amélioration de l’image de l’éducation en vue du développement durable perçue par l’opinion publique
- Le renforcement de la coopération internationale

De même, le Comité national a choisi les thèmes annuels de la Décennie pour les prochaines années, même s’il est souhaitable que d’autres thèmes soient également abordés. Il s’agit des thèmes suivants : 2007 : La diversité culturelle, 2008 : La question de l’eau, 2009 : L’énergie, 2010 : Le monde financier, 2011 : L’espace urbain, 2012 : L’alimentation, 2013 : La mobilité, 2014 : aucun thème précis pour que la dernière année puisse permettre de faire un résumé général des thèmes abordés précédemment et d’aborder la question des perspectives futures.
Le Comité national récompense certains projets officiels s’inscrivant dans le cadre de l’EDD. Les projets officiels sont rassemblés dans une banque de données complétée en permanence. Il s’agit pour la plupart d’initiatives et de projets locaux dont les méthodes et les idées peuvent être reprises par d’autres personnes. Conjointement aux nombreux projets pour les écoles primaires et maternelles, on peut également trouver des concepts qui s’avèrent pertinents pour des stagiaires ou qui peuvent s’appliquer dans les domaines de la formation continue extra-scolaire ou de l’éducation informelle.

## Le développement de l’Éducation en vue du développement durable (EDD) et la mise en place de la Décennie des Nations Unies en Allemagne et à l’international
1972: Création du Programme des Nations unies pour l’environnement (UNEP) au cours de la première conférence sur l’environnement à Stockholm.
1987 : Publication du Rapport Brundtland : c’est un rapport sur les perspectives d'un développement viable et écologique à long terme, sur la scène mondiale, qui a joué un rôle déterminant dans les débats internationaux sur la politique de développement et d’environnement.
1992 : Conférence des Nations unies sur l’environnement et le développement à Rio de Janeiro (CNUED) et Action 21 : au cours de la conférence, plus de 170 gouvernements ont décidé d’un programme d’action pour la politique d’environnement et de développement en faveur d’un développement durable mondial : le programme Action 21.
2002 : Le sommet mondial RIO + 10 – Johannesbourg et la proclamation de la Décennie pour l’éducation en vue du développement durable : les Nations unies ont décidé d’appeler les années 2005 à 2014 la Décennie mondiale pour l’éducation en vue du développement durable, avec la résolution d’entreprendre des efforts intensifs, pour ancrer le concept du développement durable dans tous les domaines de l’éducation, à travers le monde.
2003 : Déclaration de Hambourg de la Commission allemande pour l’UNESCO : la fédération, les Länder, les communes ainsi que les institutions de l’économie, les établissements de la recherche et de l’éducation et la société civile sont appelés à se rassembler au sein d’une “alliance pour l’apprentissage du développement durable“.
2004 : La Commission allemande pour l’UNESCO est chargée de la mise en œuvre de la Décennie des Nations unies en Allemagne : à la suite d'une décision à l’unanimité du Bundestag, la Commission allemande pour l’UNESCO est chargée de la mise en œuvre de la Décennie des Nations unies en Allemagne. Elle assigne pour cela un Comité national comme comité de pilotage et de concertation. À la demande du Comité national pour la Décennie des Nations unies, environ 100 initiatives importantes sur l’éducation en vue du développement durable sont rassemblées au cours de l'année pour la table ronde de la Décennie des Nations unies en Allemagne. La Commission allemande pour l’UNESCO est aidée dans la mise en place de la Décennie des Nations unies par le Ministère fédéral de l’éducation et de la recherche.
2005 : Publication du premier plan d’action national avec comme but d’instaurer l’idée du développement durable dans tous les domaines de l’éducation : le plan d’action national est publié par la Commission allemande pour l’UNESCO et il définit comme objectif global de la Décennie des Nations unies l’instauration de l’éducation en vue du développement durable dans tous les domaines de l’éducation. Il est mis à jour régulièrement.
2007 : La Conférence internationale de Berlin et le lancement du portail internet www.bne-portal.de : dans le cadre de la présidence allemande au sein du Conseil de l’UE, la conférence internationale “La Décennie des Nations Unies pour l’éducation en vue du développement durable – La contribution de l’Europe“ a eu lieu à Berlin. L’objectif de la réunion est d’identifier la contribution européenne à la démarche mondiale de la Décennie pour l'éducation en vue du développement durable et de considérer la responsabilité planétaire de l’Europe. Plus de 200 représentants venus de tous les pays de l’UE, du monde et d’organisations internationales ont participé à cette conférence. La Commission allemande pour l’UNESCO a réalisé le portail internet pour l’éducation en vue du Développement durable, comme participation supplémentaire à la Décennie des Nations unies.
2008 : Premières journées d’action fédérales et refonte du plan d’action national : à l’initiative du Comité national de la Décennie des Nations unies pour l'EDE, les journées d’action fédérales pour l’éducation en vue du développement durable ont lieu pour la première fois avec plus de 320 événements différents.
2009 : Conférence mondiale pour l’éducation en vue du développement durable : la Conférence mondiale pour l’éducation en vue du développement durable marque le début de la deuxième moitié de la Décennie des Nations unies. L’UNESCO à Paris et le Ministère fédéral de l’éducation et de la recherche organisent la conférence. La Commission allemande pour l’UNESCO à Bonn est partenaire. 700 participants venus du monde entier prennent part à cette conférence.
2011 : Refonte du plan d’action national (allemand/anglais) : en plus d'une actualisation des objectifs partiels, la troisième version du plan d’action national de la Décennie des Nations unies pour l'EDE en Allemagne contient également la stratégie pour la deuxième moitié de la décennie, établie par l’ensemble des acteurs. Le point fort du plan d’action est aussi de constituer une liste des principaux documents d’orientation qui ont été publiés au début de la décennie ou qui ont été établis durant son cours.
Février 2012 – Atelier International « Horizon 2015 » : 50 experts venus du monde entier encouragent les Nations unies à poursuivre la Décennie pour l’éducation en vue du développement durable au-delà de la date prévue (2014) et recommandent à la Conférence Générale de l’ONU l’adoption rapide d’une résolution.
Avril 2012 – Promotion du suivi de la Décennie des Nations-Unies pour l’éducation en vue du développement durable (2005 – 2014) : le 26 avril 2012, le Bundestag allemand exige du gouvernement fédéral qu’il instaure un suivi de la Décennie pour l’éducation en vue du développement durable. L’éducation en vue du développement durable (EDD) permettrait aux citoyens de développer leurs compétences, leurs connaissances et leurs capacités pour qu’ils puissent construire une société future correspondant aux modèles du développement durable, selon les documents validés par le CDU/CSU, SPD, FDP et l’Alliance 90/les Verts.
Juin 2012 – Sommet de Rio+20 et le rôle clef de l’éducation en vue du développement durable : le document validé au Sommet de Rio+20 insiste sur l’importance de l’éducation en vue du développement durable. Des missions capitales sont assignées à des établissements scolaires. Néanmoins, grâce à leurs activités dans le secteur de l’éducation, les états membres de l’ONU doivent aussi s’assurer que l’EDD touche les consciences individuelles. C’est l’UNESCO qui reste la force motrice dans ce domaine.